# Nadburcie

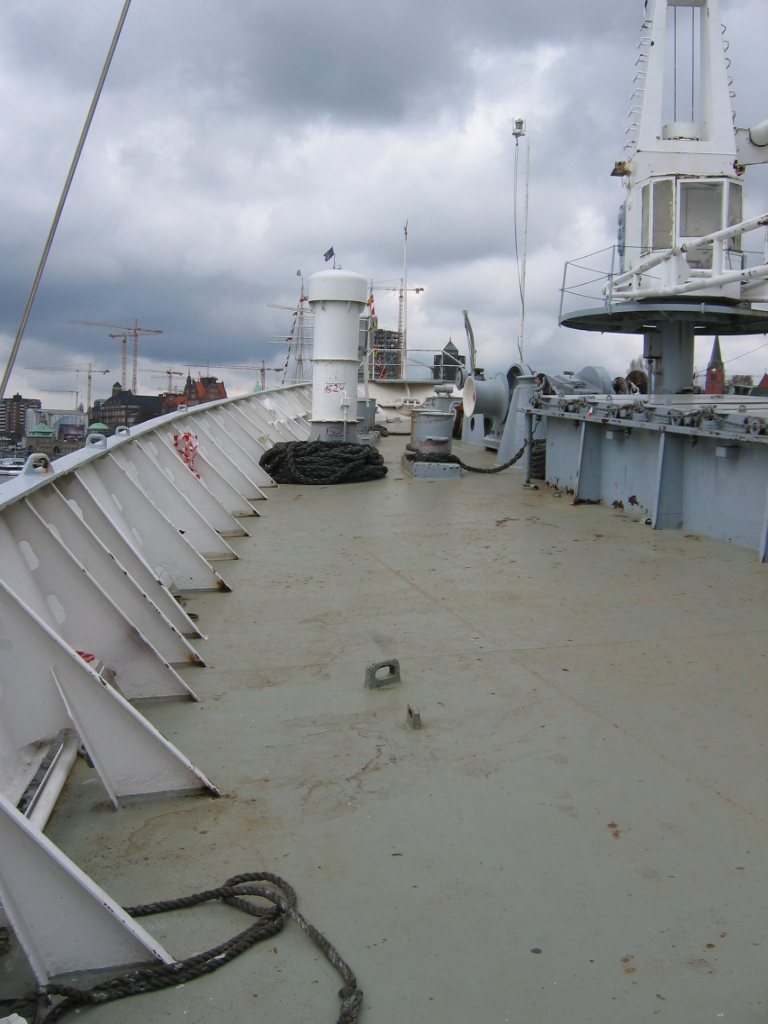
Nadburcie drobnicowca

Nadburcie, falszburta - bariera ochronna znajdująca się na jednostkach pływających, na krawędzi odkrytego pokładu, zabezpieczająca przed wypadnięciem za burtę przedmiotów i ludzi. Na dużych statkach wodnych sięga zdecydowanie powyżej pasa dorosłego człowieka.
Nadburcie może być naturalnym przedłużeniem poszycia burty. Wtedy u nasady nadburcia znajdują się specjalnie wycięte otwory do odprowadzania wody z pokładu zwane odpływnikami pokładowymi, skalopsami (lub niepoprawnie szpigatami). Do odpływników prowadzi waterwajs, czyli rynna w postaci wyżłobienia w pokładzie. W powierzchni samego nadburcia mogą znajdować się również duże otwory do wyprowadzania lin cumowniczych poza jednostkę tzw. kluzy.
Nadburcie może być wykonane także w inny sposób - nie związane z poszyciem burty, a jedynie będące barierą w postaci płaszczyzny opartej na wspornikach sztormrelingu. Wtedy woda odpływa z pokładu przez celowo pozostawione szpary na wysokości powierzchni pokładu. Nadburcie jest solidniejszą ochroną od sztormrelingu wykonanego z lin opartych o wsporniki.
Na niewielkich jednostkach pływających (łódki, niewielkie jachty) nadburcie jest inaczej wykonane i spełnia inne funkcje. Jest krawędzią przedłużającą powierzchnię burty na kilka do kilkunastu centymetrów ponad górne elementy szkieletu jednostki i spełnia rolę falochronu oraz zabezpiecza przed wypadnięciem niewielkich rzeczy do wody.